# ATM szerin/treonin-kináz
Az ATM szerin/treonin-kináz (Ataxia telangiectasia-mutáns, röviden ATM) szerin/treonin-fehérjekináz, melyet kanonikus úton DNS-kettősszál-törések aktiválnak, de aktiválhatják oxidatív stressz, topoizomeráz-bontó komplexek, splicing-köztitermékek, R-hurkok és bizonyos esetben egyszálú törések is. Számos fontos fehérjét foszforilál, melyek a DNS-károsodási ellenőrzőpontot aktiválják, előidézve a sejtciklus leállását, a DNS-javítást vagy az apoptózist. Egyes ilyen célpontok, például a p53, a CHK2, a BRCA1, az NBS1 és a H2AX tumorszupresszorok.
1995-ben fedezte fel a gént Yosef Shiloh, aki ATM-nek nevezte el a fehérjét, miután felfedezte, hogy ennek mutációi okozzák az ataxia–telangiectasiát. 1998-ban Shiloh és Kastan egymástól függetlenül kimutatták, hogy az ATM a DNS-károsodás által erősített aktivitású fehérjekináz.
A sejtciklus során a DNS vizsgálata történik. A károsodás okai a replikáció során történő hibák, anyagcsere-melléktermékek, mérgező anyagok vagy az ionizáló sugárzás. A sejtciklusban több, a következő lépést gátló vagy a jelenlegit fenntartó DNS-károsodási ellenőrzőpont van. Két fő ellenőrzőpont van, ezek a G1/S és a G2/M, melyek a megfelelő folytatást biztosítják. Az ATM fontos a sejtciklus DNS-károsodás utáni késleltetésében, különösen kettősszál-törések (DSB) után. Az ATM-et a kettősszál-törések helyén aktiválják DSB-szenzorproteinek, például az MRN komplex. Aktiválása után foszforilálja az NBS1-et más DSB-javító fehérjékkel együtt. E módosult mediátorfehérjék erősítik a DNS-károsodási jelet, és átviszik azt további effektorokhoz, például a CHK2-höz és a p53-hoz.

## Szerkezet
Az ATM gén 350 kDa-os, 3056 aminosavból álló fehérjét kódol. Az ATM a foszfatidilinozit-3-kináz-rokon kinázok (PIKK) szupercsaládjába tartozik. Ez 6, a  foszfatidilinozit-3-kinázzal (PI3K) rokon szekvenciájú Ser/Thr-fehérjekinázt tartalmaz. E családba tartozik az Ataxia telangectasia- és Rad3-kapcsolt (ATR), a DNS-PKcs (DNS-dependens fehérjekináz katalitikus alegysége) és a mTOR (emlős-rapamicincélpont). Az ATM 5 domént tartalmaz. Ezek sorrendben a HEAT ismétlődő domén, a FRAP-ATM-TRRAP (FAT) domén, a kinázdomén (KD), a PIKK-szabályzó domén (PRD) és a FAT-C-terminális (FATC) domén. A HEAT ismétlődései közvetlenül kapcsolódnak az NBS1 C-terminális végéhz. A FAT domén az ATM kinázdoménjével lép kölcsönhatásba az ATM C-terminális stabilizálásához. A KD domén folytatja a kinázaktivitást, a PRD és a FATC domének ezt szabályozzák. Az ATM szerkezete krio-EM-mel ismert. Inaktív formában a fehérje homodimert alkot. A kanonikus útvonalban az ATM-et az MRN komplex és az autofoszforiláció aktiválja, aktív, néhány száz későbbi célt foszforilálni képes monomereket létrehozva. Nem kanonikus útvonalban, például oxidatív stressz miatti stimulációban a dimert diszulfidkötések létrejötte aktiválhatja. Az egész N-terminális domén a FAT-doménnel együtt α-hélixet alkot, melyeket korábban szekvenciaanalízissel előrejeleztek. Ez íves, csöves szerkezetű például a huntingtinben, mely szintén tartalmaz HEAT ismétlődéseket. A FATC 30 aminosavas, C-terminális domén. Erősen állandósult, és egy α-hélixből áll.

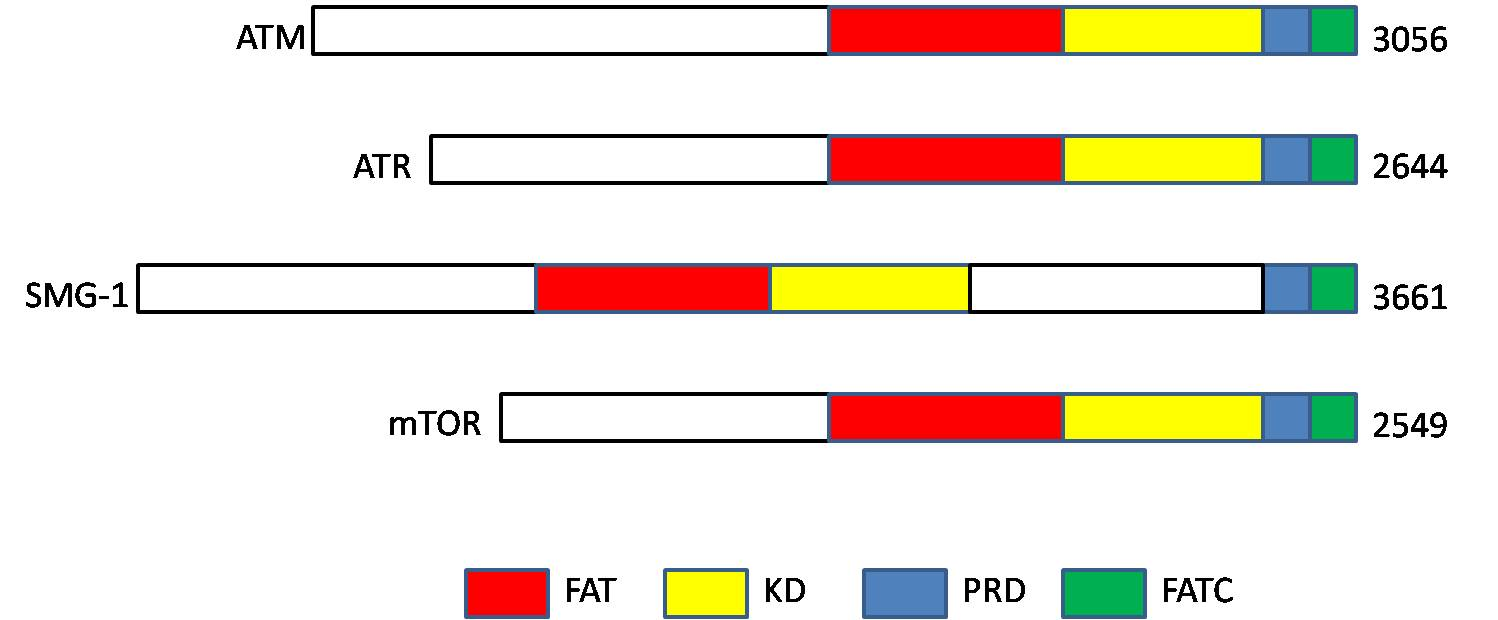
A PIKK család négy ismert állandósult doménje

## Funkció
Az MRE11, a RAD50 és az NBS1 (élesztőben XRS2) komplexe, vagyis a MRN komplex az ATM-et aktiválja kettősszál-töréseknél, és összetartja a két véget. Az ATM közvetlenül kölcsönhat az NBS1-gyel, és foszforilálja a H2AX hisztonvariáns Ser139-ét. Ez a BRCT doménnel rendelkező adaptorproteineknek ad kötőhelyet. Ezek különböző faktorokat, például az effektor proteinkináz CHK2-t és a tumorszupresszor p53-at aktiválják. Az ATM-mediált DNS-károsodási válasz gyors és késleltetett válaszból áll. A CHK2 effektorkinázt az ATMfoszforilálja, így aktiválja. Az aktivált CHK2 foszforilálja a CDC25A foszfatázt, mely így lebomlik, így nem tudja defoszforilálni a CDK1–ciklin B-t, leállítva a sejtciklust. Ha a DSB nem tud megjavulni e gyors válasz során, az ATM foszforilálja az MDM2-t és a p53-at a Ser15-nél. A p53-at foszforilálja a CHK2 effektorkináz is. E foszforilációk stabilizálják és aktiválják a p53-at, és számos p53-célgén, például a CDK-gátló p21 transzkripcióját okozzák, hosszútávú sejtciklusgátlást vagy akár apoptózist okozva.

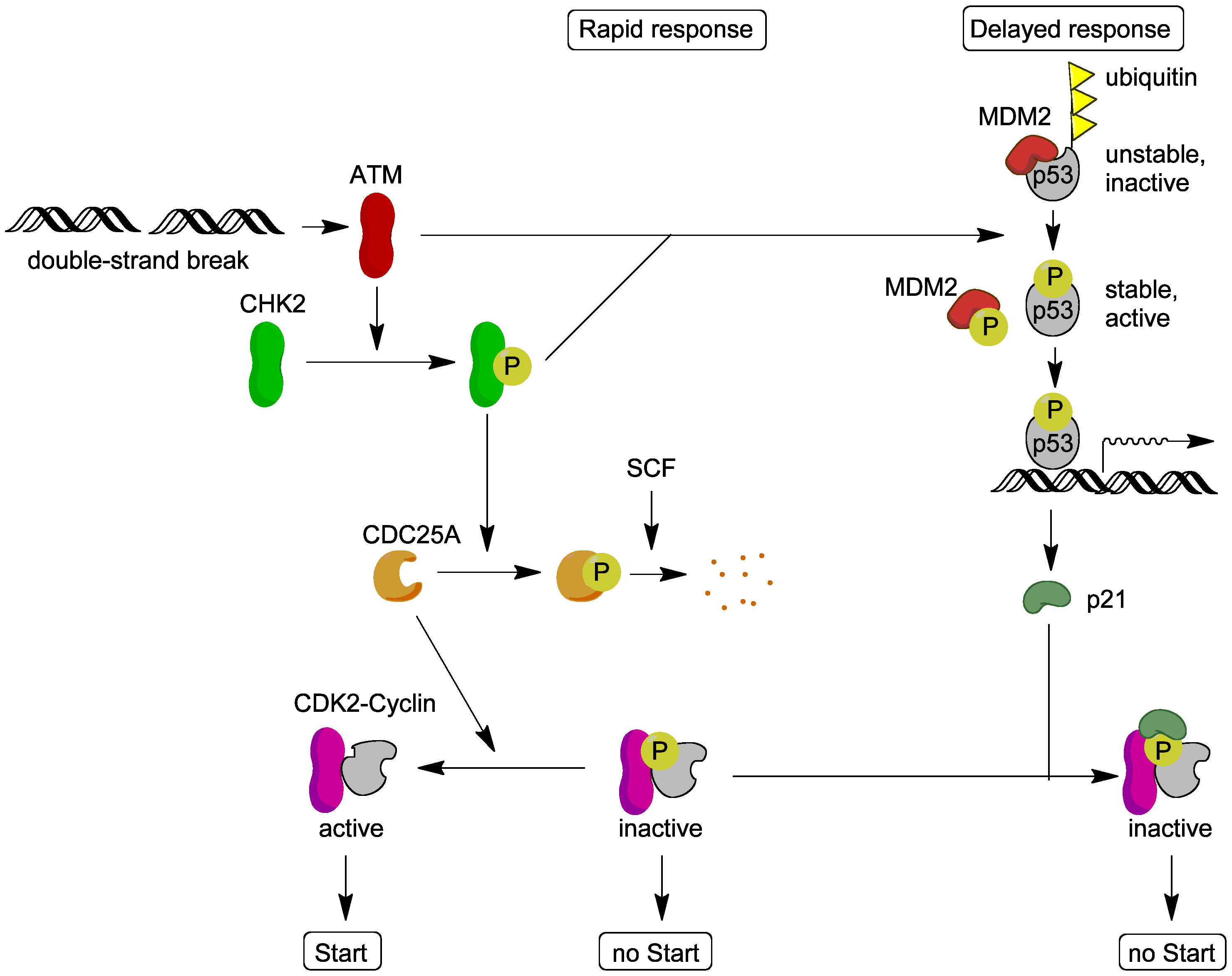
ATM-mediált kétlépéses válasz DNS-kettősszál-törésekre. A gyors válaszban az aktív ATM foszforilálja a CHK2 kinázt, mely a CDC25A-t foszforilálja, annak ubikvitinációját és lebontását okozva. Így a foszforilált CDK2-ciklin összegyűlik, és a sejtciklus előrehaladása akadályozva lesz. A késleltetett válaszban az ATM foszforilálja a p53, és a MDM2 inhibitorait és a p53 Ch2 által is foszforilált inhibitorait. A p53 aktivációja növeli a p21 Cdk-gátló expresszióját, segítve a Cdk-aktivitás alacsonyan tartását és a sejtciklus hosszú távú leállását.

Az ATM fehérjekináz fontos lehet a mitokondriális homeosztázisban a mitofágia (a régi, hibás mitokondriumok eltávolítása) szabályzójaként. A megnövekedett ATM-aktivitás vírusfertőzéskor is megtörténhet, ahol az ATM a dengue-vírusos fertőzés korai részében aktiválódik, autofágiát és ER-stresszválaszt okozva.

## Szabályzás
Funkciós MRN komplex szükséges az ATM aktivációjához DSB-k után. A komplex emlőssejtekben az ATM előtt működik, és konformációs változásokat okoz, növelve az ATM szubsztrátjaihoz, például a CHK2-höz és a p53-hoz való affinitást. A DSB nélküli sejtekben az inaktív ATM dimerként vagy oligomerként van jelen. DNS-károsodás esetén az ATM Ser1981-e autofoszforilálódik. Ez az ATM-dimerek disszociációját okozza, amit aktív ATM-monomerek felszabadítása követi. A Ser367 és a Ser1893 autofoszforilációja szükséges az ATM kináz normál aktivitásához. Az ATM MRN-komplex általi aktivációját legalább 2 lépés előzi meg, ezek az ATM DNS-károsodásiellenőrzőpont-protein 1 MRE11-hez kötő mediátorához (MDC1) való kapcsolódása és a kinázaktivitás stimulációja az NBS1 C-terminális végével. A FAT, PRD és FATC domének szükségesek a KD-aktivitás szabályzásához. A FAT domén az ATM KD-t stabilizálja. A FATC fontos a kinázaktivitáshoz, és erősen érzékeny mutagenezisre. Például a TIP60 (HIV–1 60 kDa-os Tat-kölcsönható protein) hiszton-acetiltranszferázzal való interakciót mediálja, mely az ATM Lys3016-át acetilezi. Ez a PRD C-terminális felén történik, és az ATM kinázaktivációjához és monomerré alakításához szükséges. Míg az egész PRD deléciója megszünteti az ATM kinázaktivitását, bizonyos ksebb deléciók nem mutatnak hatást.

## Sejtvonal-mutációk és rákkockázat
A heterozigóta ATM-mutációk esetén nagyobb a hasnyálmirigy-, prosztata-, gyomor- és invazív ductalis mellrák kockázat. A homozigóta ATM-mutáció ataxia–telangiectasiát (AT) okoz, ez ritka betegség, tünetei kisagyi degeneráció, a sejtek extrém sugárzásérzékenysége és a rákhajlam. Minden AT-beteg esetén az ATM-génben van mutáció. Más hasonló betegségekben a MRN fehérjekomplexet kódoló gének hibái találhatók meg. Az ATM fontos jellemzője az azonnali gyors kinázaktivitás-növekedés kettősszál-törés után. Az AT fenotipikus manifesztációjának oka az ATM széles szubsztrátköre, például a DNS-javításban, az apoptózisban, a G1/S, intra-S és G2/M ellenőrzőpontokban, a génszabályzásban, a transzlációban, az iniciációban és a telomerkezelésben is fontos fehérjékkel. Így az ATM-hiba következményei súlyosak bizonyos DNS-károsodások javításában, és a nem megfelelő javítás rákot okoz. Az AT-betegek mellrákkockázata nagyobb, ennek oka a BRCA1 és kapcsolódó fehérjék ATM általi foszforilációja DNS-károsodás után.

## Szomatikus ATM-mutációk sporadikus rákban
Ritka az ATM-mutáció sporadikus rákban. A COSMIC (Catalogue of Somatic Mutations in Cancer) szerint a heterozigóta ATM-mutációk aránya 0,7% petefészek-, 0,9% központi idegrendszeri, 1,9% mell-, 4,6% vastagbél-, 7,2% tüdő-, 11,1% vérképző és limfoid szöveti rákban. Egyes leukémiák és limfómák, például a köpenysejtes limfóma, a felnőttkori T-sejtes leukémia/limfóma, az atipikus B-sejtes krónikus limfocitás leukémia és a T-PLL szintén összefüggnek ATM-mutációkkal. Egy 5234 beteggel hasnyálmirigyrákban lévő ATM-hiányról végzett teljes keresés szerint a csíravonal- vagy szomatikus ATM-mutációk aránya hasnyálmirigyrákban 6,4%. Az ATM-mutációk bizonyos terápiákra adott válaszokat előrejelezhetnek, mivel preklinikai tanulmányok szerint az ATM-hiány egyes rákokat érzékennyé tehetnek az ATR-gátlásra.

## Gyakori epigenetikai ATM-hibák rákban
Az ATM egyike a bizonyos rákokban gyakran hipermetilált promoterű géneknek. A promoter metilációja csökkenti az ATM-fehérje  vagy -mRNS termelését.
Az agytumorok több mint 73%-ában metilált ATM-promotert találtak. A promotermetiláció és az expresszió közt erős ({\displaystyle p<0{,}001}) a fordított korreláció.
Az ATM-promoter a kis (nem érezhető) mellrákok 53%-ában, a II. vagy későbbi stádiumúak 78%-ában hipermetilált erős ({\displaystyle p=0{,}0006}) korrelációval a csökkent ATM-mRNS-mennyiség és a hibás ATM-promoter-metiláció közt.
A nem kissejtes tüdőrákban (NSCLC) az ATM-promoter metilációja a párosított tumorok és a környező hisztológiailag érintetlen tüdőszövet ATM-metilációja 69%, illetve 59%. Azonban előrehaladott NSCLC-ben az ATM-promoter metilációja csak 22% volt. A hisztológiailag érintetlen szövetben talált DNS-promoter-metiláció alapján az ATM-hiány az NSCLC-hez vezető neoplázia esetén korán megjelenő tünet.
Fej-nyaki laphámrákban a tumorok 42%-ában volt ATM-promoter-metiláció.
A DNS-károsodás a rák elsődleges oka, és a DNS-javítás hiányosságai gyakoriak sok ráktípusban. Hibás DNS-javításkor a DNS-károsodás növekszik. Ilyen többlet DNS-károsodás növelheti a mutációk számát a DNS-replikáció során a hibás transzléziós szintézis miatt. A többlet DNS-károsodás növelheti az epigenetikai változásokat a DNS-javítási hibák miatt. Ilyen mutációk és epigenetikai változások rákot okozhatnak. A számos rákban gyakori epigenetikai ATM-hiány hozzájárulhat e rákok előrehaladásához.

## Meiózis
Az ATM a meiózis profázisa során működik. A vad típusú ATM-et 4-szer annyira expresszálják a humán herék, mint a testi sejtek, például a bőrfibroblasztok. Egérben és emberben az ATM-hiány terméketlenséget okoz. A hibás ATM-expresszió súlyos meiotikus zavart okoz a profázis I. részében. Ezenkívül a csökkent ATM-mediált DNS-DSB-javítás az egér- és humán petesejtek öregedésének valószínű oka. Az ATM expressziója más fontos DSB-javító génekhez hasonlóan a korral csökken egér- és humán petesejtekben, ezzel párhuzamosan az elsődleges follikuluszokban nő a DSB-k száma. Ezek alapján az ATM-mediált homológ rekombinációs javítás fontos a meiózisban.

## Inhibitorok
Több ATM-inhibitor ismert, ezek egy része klinikai kísérletek alatt áll. Az egyik elsőként felfedezett ATM-inhibitor a koffein (IC50: 0,2 mM, a PIKK családban szelektivitása alacsony). A wortmannin irreverzibilis ATM-inhibitor más hasonló PIKK- és PI3K-kinázok feletti szelektivitás nélkül. A legfontosabb inhibitorcsoport a 3-metil-1,3-dihidro-2H-imidazo[4,5-c]kinolin-2-onalapú vegyületeké. Az első fontos ilyen inhibitor a daktolizib (NVP-BEZ235), melyről először a Novartis számolt be, hogy szelektív mTOR/PI3K-inhibitor. Később kiderült, hogy más PIKK-kinázokat is gátol, például az ATM-et, a DNS-PK-t és az ATR-t. Az AstraZeneca (AZD0156, AZD1390), a Merck (M4076) és Dimitrov et al. számos optimalizációs kísérlete erősen aktív, jobb hatású ATM-gátlókhoz vezetett.

A koffein alacsony aktivitású ATM-inhibitor

Az AZD0156 az AstraZeneca nagy aktivitású ATM-inhibitora

## Kölcsönhatások
Az ATM kölcsönhatásba léphet az alábbi fehérjékkel:
- Abl,[50][51][52]
- BRCA1,[18][53][54][55][56][57][58]
- Bloom-szindróma-protein,[54][59]
- DNA-PKcs,[53][60]
- FANCD2,[61][62]
- MRE11A,[53][54]
- Nibrin,[53][54]
- P53,[53][63][64][65][66]
- RAD17,[53][67]
- RAD51,[50]
- RBBP8,[53][68]
- RHEB,[69]
- RRM2B,[70]
- SMC1A[71]
- TERF1,[51] and
- TP53BP1.[72][73]

## Tefu
A Drosophila melanogaster Tefu fehérjéje a humán ATM szerkezeti és funkciós homológja. A Tefu az ATM-hez hasonlóan szükséges a DNS-javításhoz és a petesejtek normál mértékű genetikai rekombinációjához.

## Fordítás
Ez a szócikk részben vagy egészben  az   ATM serine/threonine kinase című angol Wikipédia-szócikk ezen változatának fordításán alapul.  Az eredeti cikk szerkesztőit annak laptörténete sorolja fel. Ez a jelzés csupán a megfogalmazás eredetét és a szerzői jogokat jelzi, nem szolgál a cikkben szereplő információk forrásmegjelöléseként.